# Tetrazygia argyrophylla
Tetrazygia argyrophylla là một loài thực vật có hoa trong họ Mua. Loài này được (A. Rich.) Millsp. miêu tả khoa học đầu tiên năm 1900.